# Gran Premio de Cataluña de Motociclismo de 2009
El Gran Premio de Cataluña de Motociclismo de 2009 fue la sexta prueba del Campeonato del Mundo de Motociclismo de 2009. Tuvo lugar en el fin de semana del 12 al 14 de junio de 2009 en el Circuito de Barcelona-Cataluña, situado en Barcelona, España. La carrera de MotoGP fue ganada por Valentino Rossi, seguido de Jorge Lorenzo y Casey Stoner. Álvaro Bautista ganó la prueba de 250cc, por delante de Hiroshi Aoyama y Héctor Barberá. La carrera de 125cc fue ganada por Andrea Iannone, Nicolás Terol fue segundo y Sergio Gadea tercero.

## Resultados MotoGP
| Pos | No | Piloto           | Constructor | Vueltas | Tiempo/Retirado | Parrilla | Puntos |
| --- | -- | ---------------- | ----------- | ------- | --------------- | -------- | ------ |
| 1   | 46 | Valentino Rossi  | Yamaha      | 25      | 43:11.897       | 2        | 25     |
| 2   | 99 | Jorge Lorenzo    | Yamaha      | 25      | +0.095          | 1        | 20     |
| 3   | 27 | Casey Stoner     | Ducati      | 25      | +8.884          | 3        | 16     |
| 4   | 4  | Andrea Dovizioso | Honda       | 25      | +8.936          | 4        | 13     |
| 5   | 65 | Loris Capirossi  | Suzuki      | 25      | +19.831         | 11       | 11     |
| 6   | 3  | Dani Pedrosa     | Honda       | 25      | +22.182         | 8        | 10     |
| 7   | 5  | Colin Edwards    | Yamaha      | 25      | +23.547         | 6        | 9      |
| 8   | 14 | Randy de Puniet  | Honda       | 25      | +25.265         | 7        | 8      |
| 9   | 36 | Mika Kallio      | Ducati      | 25      | +31.797         | 10       | 7      |
| 10  | 69 | Nicky Hayden     | Ducati      | 25      | +33.593         | 13       | 6      |
| 11  | 7  | Chris Vermeulen  | Suzuki      | 25      | +36.683         | 12       | 5      |
| 12  | 15 | Alex de Angelis  | Honda       | 25      | +36.874         | 14       | 4      |
| 13  | 52 | James Toseland   | Yamaha      | 25      | +39.433         | 9        | 3      |
| 14  | 33 | Marco Melandri   | Kawasaki    | 25      | +44.788         | 17       | 2      |
| 15  | 59 | Sete Gibernau    | Ducati      | 25      | +46.754         | 15       | 1      |
| 16  | 88 | Niccolò Canepa   | Ducati      | 25      | +55.873         | 18       |        |
| 17  | 41 | Gábor Talmácsi   | Honda       | 25      | +1:27.640       | 19       |        |
| Ret | 24 | Toni Elías       | Honda       | 9       | Caída           | 5        |        |
| Ret | 72 | Yuki Takahashi   | Honda       | 0       | Caída           | 16       |        |

## Resultados 250cc
| Pos | No | Piloto              | Constructor | Vueltas | Tiempo/Retirado | Parrilla | Puntos |
| --- | -- | ------------------- | ----------- | ------- | --------------- | -------- | ------ |
| 1   | 19 | Álvaro Bautista     | Aprilia     | 23      | 41:09.018       | 2        | 25     |
| 2   | 4  | Hiroshi Aoyama      | Honda       | 23      | +7.185          | 6        | 20     |
| 3   | 40 | Héctor Barberá      | Aprilia     | 23      | +7.282          | 1        | 16     |
| 4   | 75 | Mattia Pasini       | Aprilia     | 23      | +10.784         | 7        | 13     |
| 5   | 6  | Alex Debón          | Aprilia     | 23      | +15.740         | 5        | 11     |
| 6   | 12 | Thomas Lüthi        | Aprilia     | 23      | +15.780         | 4        | 10     |
| 7   | 14 | Ratthapark Wilairot | Honda       | 23      | +28.654         | 10       | 9      |
| 8   | 17 | Karel Abraham       | Aprilia     | 23      | +31.600         | 12       | 8      |
| 9   | 35 | Raffaele De Rosa    | Honda       | 23      | +33.760         | 13       | 7      |
| 10  | 55 | Héctor Faubel       | Honda       | 23      | +33.843         | 8        | 6      |
| 11  | 16 | Jules Cluzel        | Aprilia     | 23      | +34.871         | 14       | 5      |
| 12  | 52 | Lukáš Pešek         | Aprilia     | 23      | +35.117         | 17       | 4      |
| 13  | 25 | Alex Baldolini      | Aprilia     | 23      | +39.840         | 11       | 3      |
| 14  | 63 | Mike Di Meglio      | Aprilia     | 23      | +42.821         | 9        | 2      |
| 15  | 51 | Stevie Bonsey       | Aprilia     | 23      | +1:16.524       | 19       | 1      |
| 16  | 7  | Axel Pons           | Aprilia     | 23      | +1:16.689       | 18       |        |
| 17  | 53 | Valentin Debise     | Honda       | 23      | +1:28.826       | 20       |        |
| 18  | 11 | Balázs Németh       | Aprilia     | 23      | +1:39.488       | 21       |        |
| 19  | 8  | Bastien Chesaux     | Honda       | 23      | +1:47.958       | 22       |        |
| 20  | 56 | Vladimir Leonov     | Aprilia     | 22      | +1 Vuelta       | 24       |        |
| 21  | 54 | Toby Markham        | Honda       | 22      | +1 Vuelta       | 25       |        |
| Ret | 10 | Imre Tóth           | Aprilia     | 21      | Retirado        | 23       |        |
| Ret | 15 | Roberto Locatelli   | Gilera      | 14      | Caída           | 16       |        |
| Ret | 48 | Shoya Tomizawa      | Honda       | 13      | Retirado        | 15       |        |
| Ret | 58 | Marco Simoncelli    | Gilera      | 6       | Retirado        | 3        |        |

## Resultados 125cc
| Pos | No | Piloto             | Constructor | Vueltas | Tiempo/Retirado | Parrilla | Puntos |
| --- | -- | ------------------ | ----------- | ------- | --------------- | -------- | ------ |
| 1   | 29 | Andrea Iannone     | Aprilia     | 22      | 41:10.494       | 8        | 25     |
| 2   | 18 | Nicolás Terol      | Aprilia     | 22      | +2.245          | 6        | 20     |
| 3   | 33 | Sergio Gadea       | Aprilia     | 22      | +2.330          | 5        | 16     |
| 4   | 60 | Julián Simón       | Aprilia     | 22      | +2.331          | 1        | 13     |
| 5   | 93 | Marc Márquez       | KTM         | 22      | +2.356          | 12       | 11     |
| 6   | 94 | Jonas Folger       | Aprilia     | 22      | +2.531          | 3        | 10     |
| 7   | 17 | Stefan Bradl       | Aprilia     | 22      | +10.795         | 9        | 9      |
| 8   | 38 | Bradley Smith      | Aprilia     | 22      | +10.824         | 7        | 8      |
| 9   | 11 | Sandro Cortese     | Derbi       | 22      | +14.984         | 14       | 7      |
| 10  | 35 | Randy Krummenacher | Aprilia     | 22      | +15.089         | 4        | 6      |
| 11  | 45 | Scott Redding      | Aprilia     | 22      | +16.427         | 10       | 5      |
| 12  | 12 | Esteve Rabat       | Aprilia     | 22      | +16.515         | 17       | 4      |
| 13  | 14 | Johann Zarco       | Aprilia     | 22      | +27.455         | 13       | 3      |
| 14  | 6  | Joan Olivé         | Derbi       | 22      | +27.712         | 16       | 2      |
| 15  | 73 | Takaaki Nakagami   | Aprilia     | 22      | +28.411         | 21       | 1      |
| 16  | 24 | Simone Corsi       | Aprilia     | 22      | +33.697         | 23       |        |
| 17  | 71 | Tomoyoshi Koyama   | Loncin      | 22      | +42.581         | 15       |        |
| 18  | 16 | Cameron Beaubier   | KTM         | 22      | +48.847         | 22       |        |
| 19  | 42 | Alberto Moncayo    | Aprilia     | 22      | +49.532         | 25       |        |
| 20  | 77 | Dominique Aegerter | Derbi       | 22      | +49.772         | 18       |        |
| 21  | 53 | Jasper Iwema       | Honda       | 22      | +1:02.666       | 27       |        |
| 22  | 50 | Sturla Fagerhaug   | KTM         | 22      | +1:15.215       | 28       |        |
| 23  | 43 | Johnny Rosell      | Aprilia     | 22      | +1:21.568       | 26       |        |
| 24  | 87 | Luca Marconi       | Aprilia     | 22      | +1:37.919       | 31       |        |
| 25  | 31 | Jordi Dalmau       | Honda       | 21      | +1 Vuelta       | 34       |        |
| 26  | 10 | Luca Vitali        | Aprilia     | 20      | +2 Vueltas      | 33       |        |
| Ret | 32 | Lorenzo Savadori   | Aprilia     | 16      | Caída           | 24       |        |
| Ret | 39 | Luis Salom         | Honda       | 13      | Retirado        | 31       |        |
| Ret | 99 | Danny Webb         | Aprilia     | 11      | Retirado        | 11       |        |
| Ret | 8  | Lorenzo Zanetti    | Aprilia     | 10      | Retirado        | 19       |        |
| Ret | 44 | Pol Espargaró      | Derbi       | 5       | Retirado        | 2        |        |
| Ret | 5  | Alexis Masbou      | Loncin      | 5       | Retirado        | 30       |        |
| Ret | 69 | Lukáš Šembera      | Aprilia     | 4       | Retirado        | 29       |        |
| Ret | 7  | Efrén Vázquez      | Derbi       | 1       | Retirado        | 20       |        |